# Archives (album de Rush)
Cet article concerne l'album de Rush. Pour l'album de Sideburn, voir Archives.
Albums de Rush
A Farewell to Kings
(1977) Hemispheres
(1978)
Archives est la première compilation du groupe rock canadien Rush, sortie en avril 1978 sur le label Mercury. Cette compilation était en fait un reconditionnement complet des trois premiers disques du groupe : Rush, Fly by Night et Caress of Steel.

## Liste des chansons
Issues de Rush:
1. Finding My Way
2. Need Some Love
3. Take a Friend
4. Here Again
5. What You're Doing
6. In the Mood
7. Before and After
8. Working Man

Issues de Fly by Night:
1. Anthem"
2. Best I Can"
3. Beneath, Between & Behind"
4. By-Tor & The Snow Dog"
5. Fly by Night
6. Making Memories
7. Rivendell
8. In the End

Issues de Caress of Steel:
1. Bastille Day
2. I Think I'm Going Bald
3. Lakeside Park
4. The Necromancer
  - Into Darkness
  - Under the Shadow
  - Return of the Prince
5. The Fountain of Lamneth
  - In the Valley
  - Didacts and Narpets
  - No One at the Bridge
  - Panacea
  - Bacchus Plateau
  - The Fountain